# Horace Everett Hooper
Horace Everett Hooper (6 de Dezembro de 1859 — 13 de Junho de 1922) foi editor da Encyclopædia Britannica desde 1897 até à sua morte.